# Косцюки
Косцюки (пол. Kościuki) — село в Польщі, у гміні Хорощ Білостоцького повіту Підляського воєводства.
Населення — 111 осіб (2011).
У 1975-1998 роках село належало до Білостоцького воєводства.

## Демографія
Демографічна структура станом на 31 березня 2011 року:
|          | Загалом | Допрацездатний вік | Працездатний вік | Постпрацездатний вік |
| -------- | ------- | ------------------ | ---------------- | -------------------- |
| Чоловіки | 54      | 12                 | 38               | 4                    |
| Жінки    | 57      | 14                 | 28               | 15                   |
| Разом    | 111     | 26                 | 66               | 19                   |